# بلانکا پادیلا
بلانکا پادیلا (به انگلیسی: Blanca Padilla) زادهٔ ۷ ژانویهٔ ۱۹۹۵ مُدل اهل اسپانیا است. او پیش‌تر چهرهٔ برند دولچه گابانا بوده از سال ۲۰۱۷ چهرهٔ محصولات ژیوانشی است.
پادیلا در سال ۲۰۱۳ و زمانی که در حال تردد در یکی از ایستگاه‌های متروی مادرید بود توسط یک استعدادیاب مدلینگ به‌نام ایگناسیو آیزا کشف شد. او در سال ۲۰۱۴ یکی از فرشتگان ویکتوریا سیکرت بود و همان سال برندهٔ جایزهٔ لورئال در هفتهٔ مُد مادرید شد.
در سال ۲۰۱۵ برای اولین‌بار تصویر پادیلا روی جلد مجلهٔ وُگ اسپانیا چاپ شد. این اتفاق از این جنبه حائز اهمیت بود که در آن زمان از آخرین مرتبه که تصویر یک مدل اسپانیایی روی جلد وُگ چاپ شده‌بود ۹ سال می‌گذشت.
پادیلا معتقد است تأثیر شبکه‌های اجتماعی بر صنعت مدلینگ از کنترل خارج شده‌است. به عقیدهٔ او مدل‌هایی هستند که فقط به دلیل تعداد فالوور زیاد، توسط آژانس‌ها استخدام می‌شوند حال‌آنکه مُدل‌های معتبرتر (که ممکن است از برخی از چهره‌های مطرح این صنعت هم برتر باشند) به دلیل غایب بودن در شبکه‌های اجتماعی بسیاری فرصت‌های شغلی را از دست می‌دهند.